# Уиппс, Сурангел (младший)
Сурангел Самуэль Уиппс-младший (англ. Surangel Samuel Whipps Jr.; род. 9 августа 1968, Балтимор, США) — бизнесмен и политический деятель Палау, президент Палау с 21 января 2021 года. Занимал пост сенатора с 2008 по 2016 год. В конце 2020 года избран президентом страны.

## Биография
Уиппс родился в Балтиморе, штат Мэриленд, в семье палауского бизнесмена и сенатора Сурангеля Уиппса-старшего, и матери, которая сама родилась в Мэриленде.
В 1972 году семья вернулась в Палау. Получив среднее образование, в 1985 году Сурангел Уиппс уехал обратно в США. В 1988 году он окончил частный Университет Эндрюса в штате Мичиган со степенью бакалавра делового администрирования, в 1992 году получил степень магистра в Калифорнийском университете в Лос-Анджелесе.
В 1989 году, в перерыве между обучением в США, Сурангел Уиппс был специальным помощником президента Палау Нгираткела Этписона (1989—1993). В 1992 году возглавил семейную компанию «Сурангел и сыновья», основанную его отцом и владеющую сетью торговых центров, салонов красоты, туристическим агентством и строительным подразделением.
Занимал руководящие должности и входил в совет директоров Торговой палаты Палау, Общества охраны природы, организации «Тихоокеанские ресурсы для образования и обучения», Трастового фонда COFA, функционирующего в рамках договора Палау о свободной ассоциации с США.
В 2005 году и в 2007—2009 годах был председателем Сената Палау.
В 2008—2016 годах был сенатором. В 2016 году участвовал в президентских выборах, но проиграл действовавшему президенту Томасу Ременгесау (51,3% против 48,7% голосов).
В 2020 году вновь выдвинул свою кандидатуру на президентских выборах и одержал победу, получив 57,4% голосов, за его соперника Рейнольда Ойлуча проголосовали 42,6%. В его программе — увеличение социальных пособий, уменьшение налоговой нагрузки на группы населения с низкими доходами, обеспечение прозрачности государственного управления, развитие сфер здравоохранения и образования.
На всеобщих выборах 2024 года Уиппс-младший был переизбран на второй срок. Он набрал 5626 голосов, победив бывшего президента Томаса Ременгесау-младшего, который получил 4103 голоса.

## Личная жизнь
С 1999 года женат на Валери Ременгесау (сестра президента Томаса Ременгесау). У пары три дочери — Модед, Ултеи и Нгедеронг — и сын Сурангел.
Увлекается рыбалкой, играет в баскетбол. Приверженец церкви адвентистов седьмого дня.